# Holografisches Prinzip
Als holografisches Prinzip wird in Theorien der Quantengravitation die Hypothese bezeichnet, dass es zu jeder Beschreibung der Dynamik eines Raum-Zeit-Gebiets eine äquivalente Beschreibung gibt, die nur auf dem Rand dieses Gebiets lokalisiert ist. Dies hat u. a. zur Folge, dass die maximal mögliche Entropie eines Raumgebietes nicht vom Volumen abhängt, sondern nur von dessen Oberfläche, wie bei der Bekenstein-Hawking-Entropie schwarzer Löcher, für die das holografische Prinzip eine Interpretation liefert und die es motivierte.
Das holografische Prinzip bringt zum Ausdruck, dass unter Berücksichtigung der Gravitation der „Informationsgehalt“, d. h. die Anzahl möglicher Anordnungen von Teilchen und Feldern, keine rein lokale Größe sein kann, denn dann wäre er proportional zum Volumen.
Die Bezeichnung holografisch beruht auf der Analogie zum Hologramm, welches ein dreidimensionales Bild auf einer zweidimensionalen Fotoplatte speichert. Das holografische Prinzip wurde unter anderem von Gerardus ’t Hooft und Leonard Susskind entwickelt. Ein weiterer Pionier war Alexander Markowitsch Poljakow.

## Codierung am Ereignishorizont
Ein wichtiges Argument für das holografische Prinzip ist die Entropie Schwarzer Löcher. Das Flächenmaß des Ereignishorizonts, der vom Schwarzschildradius gebildeten Grenzfläche des Schwarzen Loches, ist ein direktes Maß für die Entropie oder den Informationsgehalt des eingeschlossenen Raumvolumens und damit der darin enthaltenen Massen. Ein Schwarzes Loch stellt immer die maximal mögliche Materiekonzentration eines Raumgebietes und somit auch die Obergrenze an möglicher Entropie oder Information im von ihm eingenommenen Raumvolumen (Bekenstein-Grenze) dar.
Das holografische Prinzip postuliert, dass jede Information, die das Flächenmaß des Ereignishorizonts eines Schwarzen Loches überschreitet, auf der vom Schwarzschildradius aufgespannten Grenzfläche vollständig codiert wird, ähnlich einem zweidimensionalen Hologramm, das eine dreidimensionale Bildinformation enthält.
Da der Schwarzschildradius eines Schwarzen Loches direkt proportional zu dessen Masse ist, wächst das codierbare Volumen schneller als die Oberfläche. Um das achtfache Volumen zu codieren, steht also lediglich die vierfache Grenzfläche zur Verfügung; oder anders ausgedrückt, die Informationsdichte eines Raumgebietes nimmt mit zunehmendem Volumen ab (wie analog mit der Größe eines Schwarzen Lochs auch dessen mittlere Massendichte abnimmt). Oder knapper: Information gleich Fläche.

## Vermutete AdS/CFT-Korrespondenz
Ein besonders weit ausgearbeiteter Spezialfall ist eine 1997 entstandene Korrespondenzvermutung zwischen Anti-de-Sitter-Raum AdS (engl. Anti-de-Sitter space) und konformer Feldtheorie CFT (engl. Conformal Field Theory).
Der Anti-de-Sitter-Raum stellt eine mögliche Lösung der Feldgleichungen Albert Einsteins mit negativer kosmologischer Konstante dar und beschreibt Räume konstanter negativer Krümmung. Konforme Feldtheorien weisen einen besonders hohen Symmetriegrad auf und sind invariant bei Skalierung.
Als Korrespondenz versteht man in der Mathematik eine scharfe Dualitätsrelation bei der Beschreibung physikalischer Phänomene durch zwei unterschiedliche Theorien. Solch duale Theorien sind u. a. aus folgenden Gründen interessant:
- Was in der einen Theorie ein schwacher Effekt ist, kann in der anderen starke Wirkungen hervorrufen.
- Was in der einen Theorie schwer lösbar ist, kann in der anderen ein leichtes Problem sein.

Ursprünglich wurde die Dualität, und die Beziehung zum holografischen Prinzip, 1997 von Juan Maldacena zwischen zwei konkreten Theorien formuliert:
Die erste Theorie war eine im Wesentlichen fünfdimensionale Typ-IIB-Stringtheorie (genauer: ein Produkt aus einem fünfdimensionalen Anti-de-Sitter-Raum und einer 5-Sphäre, die den kompaktifizierten Dimensionen entspricht). Die dazu äquivalente duale Theorie war eine spezielle konforme Feldtheorie, die N = 4 supersymmetrische Yang-Mills-Theorie (SYM), definiert auf dem vierdimensionalen Rand des AdS-Raums. Diese Situation entspricht genau dem holografischen Prinzip.
Es existieren inzwischen Verallgemeinerungen dieser konkreten Situation, zum Beispiel in der Algebraischen Quantenfeldtheorie von Rudolf Haag und Alfred Kastler, und es wird angenommen, dass sich die Vermutung in größerer Allgemeinheit bestätigt, obwohl dazu kein mathematischer Beweis existiert. Es gibt aber eine große Anzahl von Hinweisen, die sich in Grenzfällen der Korrespondenz ergeben, in denen sich beide Seiten (sowohl die Stringtheorie als auch die konforme Feldtheorie) berechnen lassen.
Eine AdS/CFT-Korrespondenz zwischen Eichfeldtheorien mit höherem Spin (enthaltend Anregungen zu beliebig hohem geradzahligem Spin), die nach Mikhail Vasiliev in vier Dimensionen und O(N)-Vektormodellen in drei Dimensionen vermutet wurde, zeigten ab 2010 Simone Giombi und Xi Yin (sie erhielten dafür 2017 den New Horizons in Physics Prize) und bestätigten damit eine Vermutung von Igor Klebanov und Alexander Markowitsch Poljakow.

## Anwendungen
Konkrete Anwendung findet die Äquivalenz u. a. bei der Berechnung der Viskosität eines Quark-Gluonen-Plasmas, eines extrem dichten und heißen Materiezustandes, der vermutlich einige Sekundenbruchteile nach dem Urknall herrschte und in Teilchenbeschleunigern erzeugt werden kann. So entspricht der quantenchromodynamisch sehr schwer berechenbaren Viskosität im äquivalenten höherdimensionalen Raum eine über die Stringtheorie einfacher zu berechnende Absorption von Gravitationswellen durch ein Schwarzes Loch (genauer: bestimmten höherdimensionalen Schwarzen Löchern, Black Branes). Dam Thanh Son und Kollegen sagen für das Verhältnis von Scherviskosität {\displaystyle \eta } und Entropiedichte {\displaystyle s} für das Quark-Gluon-Plasma
{\displaystyle {\frac {\eta }{s}}\approx {\frac {\hbar }{4\pi k_{B}}}=0{,}08{\frac {\hbar }{k_{B}}}}
voraus (mit {\displaystyle k_{B}} als Boltzmann-Konstante und {\displaystyle \hbar } als reduzierte Planck-Konstante). Sie vermuteten auch, dass dies ein unterer Grenzwert für viele Quantenfeldtheorien bei endlicher Temperatur ist. Experimente am RHIC erbrachten gute Übereinstimmung mit dem Grenzwert (das Quark-Gluon-Plasma verhält sich ähnlich einer idealen Flüssigkeit, die dem unteren Grenzwert entspricht).
In der Festkörperphysik soll die Korrespondenz ermöglichen, die universellen Eigenschaften von Hochtemperatursupraleitern zu bestimmen (nach Arbeiten von Subir Sachdev und anderen). Es gibt zudem Anwendungen in der Hydrodynamik (duale Beschreibung der Navier-Stokes-Gleichungen im Skalierungsgrenzfall durch die Einstein-Gravitation, Shiraz Minwalla).